# Grandenborn
Grandenborn ist ein Ortsteil der Gemeinde Ringgau im Werra-Meißner-Kreis in Hessen.

## Geographie
Der nahezu rechteckige Dorf Grandenborn liegt auf dem Plateau des Ringgaus, ca. 4 km (Luftlinie) südwestlich der Gemeindeverwaltung in Netra und südöstlich der Boyneburg. Es weißt nur eine geringe Siedlungsdichte auf. Die Kirche liegt in leicht erhöhter Lage am Nordrand und der erhaltene Anger im Süden des Dorfes. Westlich des Ortes und in einem Bogen den Ort umfassend liegt das zweigeteilte Naturschutz- und FFH-Gebiet „Boyneburg und Schickeberg bei Breitau“. Das Gebiet des Ortsteils besteht aus der Gemarkung Grandenborn im Südwesten des Gemeindegebiets mit einer Fläche von 1245 Hektar, davon sind 300 Hektar Wald. In der Gemarkung liegen die folgenden historischen Siedlungsplätze:
- Wüstung Almerod[4]
- Wüstung Beierod[5]
- Wüstung Habichtal[6]
- Wüstung Hochhausen[7]

Die Ortslage befindet sich auf 400 bis 430 m ü. NHN und der höchste Punkt der Gemarkung liegt mit 452 Meter Höhe ca. 500 m südlich des Ortes. An den Ortsteil Grandenborn grenzen, von Norden beginnend, im Uhrzeigersinn, die Ortsteile Wichmannshausen der Stadt Sontra und Ringgau-Röhrda, im Osten Ringau-Renda und im Westen Sontra-Breitau und -Krauthausen. Durch den Ort verläuft die Kreisstraße 23, die um Westen Anschluss zur Bundesstraße 400 und im Osten, in Netra, zur Bundesstraße 7 hat.

## Geschichte

### Ortsgeschichte
Bekanntermaßen erstmals urkundlich erwähnt wird der Ort im Jahre 1270. Grandenborn übernahm die Gemarkungen mehrerer Wüstungen in die eigene, die daher heute die größte im Altkreis Eschwege darstellt. Die Böden der Ringgauer Muschelkalktafel südwestlich des Netraer-Iftaer Grabens sind allerdings von nur geringer Fruchtbarkeit.
Grandenborn ist der der Boyneburg am nächsten gelegene Ort, nur von hier aus war die ansonsten von steilen Hängen umgebene Burg für logistische Zwecke zugänglich. Sind bis in das 16. Jahrhundert hinein noch Besitzungen und Rechte des Stiftes Hersfeld in Grandenborn nachweisbar, so machten sich die von Boyneburg-Bischhausen und Laudenbach offenbar die von der Besetzung durch Hessen bzw. Hessen-Kassel herrührende Schwäche des Stiftes zu Nutze und brachten den kompletten Ort mitsamt allen Herrschaftsrechten in die eigenen Hände. Ende des 16. Jahrhunderts bestand das zum Gericht Boyneburg gehörige Grandenborn aus 60 Höfen, vor dem Dreißigjährigen Krieg aus 82. Die im Werraraum wütende Pest raffte 1626 allerdings 187 Dorfbewohner dahin, Tod und Flucht dezimierten die Zahl der besetzten Höfe bis 1639 auf 15. Bis 1681 hatte sich die Bewohnerzahl auf die Zahl von 64 besetzten Höfen erholt.
Die Hälfte des Besitzes derer von Boyneburg-Bischhausen und Laudenbach stand den sich aus dieser Familie abspaltenden, im 16. Jahrhundert nach Schwaben abgewanderten „von Bemmelberg“ zu (den Nachfahren des in kaiserlichen Diensten zu Ruhm und Geld gelangten Konrad von Boyneburg). Aus Geldnot und fehlendem Interesse versetzten diese ihren Anteil an Grandenborn – darunter die sich oberhalb der Weiten Gasse befindliche Meierei – an die Landgrafschaft Hessen-Kassel. Der landgräfliche Besitz wurde von dem 1654 gegründeten landgräflichen Amt Bischhausen verwaltet, während das Dorf an sich nach wie vor dem Gericht Boyneburg zugehörig war.
In der Gemarkung Grandenborns befand sich zudem ein Hof der von Boyneburg-Hohenstein (vermutlich auf dem „Alberod“), der jedoch im Dreißigjährigen Krieg zerstört und nicht wieder aufgebaut wurde. In der Zeit von Juli bis Dezember 1626 starben etwa 150 Menschen an der Pest. In gleichen Jahr plündern durchziehenden Truppen Tillys das Dorf.
Im Jahr 1910 gab es eine Volksschule mit zwei Klassen im Dorf. Seit 1821 gehörte Grandenborn zum Kreis Eschwege. Das Kirchenpatronat lag ursprünglich beim Stift Hersfeld, wurde jedoch im 16. Jahrhundert von den von Boyneburg-Bischhausen und Laudenbach dem Stift entrissen und in die eigenen Hände gebracht. Der nahegelegene Familiensitz derer von Boyneburg, die namensgleiche Boyneburg, ist heute eine Burgruine.
Hessische Gebietsreform
Im Zuge der Gebietsreform in Hessen fusionierten zum 31. Dezember 1971 die bis dahin selbständigen Gemeinden Grandenborn, Lüderbach, Netra, Renda und Rittmannshausen freiwillig zur neuen Gemeinde Ringgau. Datterode und Röhrda schlossen sich am 1. April 1972 in der Gemeinde Netratal zusammen. Diese beiden Gemeinden wurde am 1. Januar 1974 kraft Landesgesetz zur neuen Großgemeinde Ringau zusammengeschlossen. Sitz der Gemeindeverwaltung wurde der Ortsteil Netra.
Für alle nach Ringgau eingegliederten Gemeinden wurden Ortsbezirke gebildet.

### Gerichte
Die Gerichtsbarkeit über Datterode wurde im Mittelalter durch das Gericht Boyneburg ausgeübt. Nach langen Rechtstreirigkeitden zwischen der Herren von Boyneburg kam es 1449 zu einem Vergleich, und ab 1460 hielten die von Boyneburg die Burg und den dazu gehörigen ehemaligen Reichsbesitz als landgräflich-hessisches Erblehen. Mit dem Aussterben der Herren von Boyneburg-Hohenstein 1792 ging das Gericht an das Kurfürstentum Hessen, die es dem Amt Bischhausen zuschlug.
Die weitere Zuständigkeit entwickelte sich wie folgt:
- 1807–1813: Friedensgericht Netra im Königreich Westphalen[Anm. 1]
- 1814–1818: Amt Bischhausen
- 1919: Amt Netra
- 1822: Justizamt Netra erste Instanz, zweite Instanz Obergericht für die Provinz Niederhessen
- 1867: Amtsgericht Netra (nach der Annexion durch Preußen), zweite Instanz Kreisgericht Kassel
- 1879: Amtsgericht Netra erste Instanz (durch das Reichsjustizgesetze), zweite Instanz Landgericht Kassel
- 1939: Amtsgericht Eschwege, zweite Instanz Landgericht Kassel

### Verwaltungsgeschichte im Überblick
Die folgende Liste zeigt die Staaten und Verwaltungseinheiten, denen Grandenborn angehört(e):
- vor 1567: Heiliges Römisches Reich, Landgrafschaft Hessen, Niederfürstentum, Gericht Boyneburg
- ab 1567: Heiliges Römisches Reich, Landgrafschaft Hessen-Kassel, Niederfürstentum, Gericht Boyneburg
- ab 1654:  Heiliges Römisches Reich, Landgrafschaft Hessen-Kassel, Amt Bischhausen
  - 1627–1834: Landgrafschaft Hessen-Rotenburg (sogenannte Rotenburger Quart), teilsouveränes Fürstentum unter reichsrechtlicher Oberhoheit der Landgrafschaft Hessen-Kassel bzw. des Kurfürstentums Hessen
- 1803–1806: Heiliges Römisches Reich, Kurfürstentum Hessen, Amt Bischhausen
- 1807–1813: Königreich Westphalen, Departement der Werra, Distrikt Eschwege, Kanton Reichensachsen
- ab 1814: Kurfürstentum Hessen, Amt Bischhausen
- ab 1818: Kurfürstentum Hessen, Amt Netra[17]
- ab 1821/22: Kurfürstentum Hessen, Provinz Niederhessen, Kreis Eschwege[18][Anm. 3]
- ab 1848: Kurfürstentum Hessen, Bezirk Eschwege
- ab 1851: Kurfürstentum Hessen, Provinz Niederhessen, Kreis Eschwege
- ab 1867: Königreich Preußen,[Anm. 4] Provinz Hessen-Nassau, Regierungsbezirk Kassel, Landkreis Eschwege
- ab 1871: Deutsches Reich, Königreich Preußen, Provinz Hessen-Nassau, Regierungsbezirk Kassel, Kreis Eschwege
- ab 1918: Deutsches Reich, Freistaat Preußen,[Anm. 5]  Provinz Hessen-Nassau, Regierungsbezirk Kassel, Kreis Eschwege
- ab 1944: Deutsches Reich, Freistaat Preußen, Provinz Kurhessen, Landkreis Eschwege
- ab 1945: Deutsches Reich, Amerikanische Besatzungszone,[Anm. 6] Groß-Hessen, Regierungsbezirk Kassel, Landkreis Eschwege
- ab 1946: Deutsches Reich, Amerikanische Besatzungszone, Land Hessen, Regierungsbezirk Kassel, Landkreis Eschwege
- ab 1949: Bundesrepublik Deutschland, Land Hessen, Regierungsbezirk Kassel, Landkreis Eschwege
- ab 1972: Bundesrepublik Deutschland, Land Hessen, Regierungsbezirk Kassel, Landkreis Eschwege, Gemeinde Ringau
- ab 1974: Bundesrepublik Deutschland, Land Hessen, Regierungsbezirk Kassel, Werra-Meißner-Kreis, Gemeinde Ringau

## Bevölkerung

### Einwohnerstruktur 2011
Nach den Erhebungen des Zensus 2011 lebten am Stichtag dem 9. Mai 2011 in Grandenborn 354 Einwohner. Darunter waren keine Ausländer.
Nach dem Lebensalter waren 42 Einwohner unter 18 Jahren, 147 waren zwischen 18 und 49, 93 zwischen 50 und 64 und 72 Einwohner waren älter.
Die Einwohner lebten in 144 Haushalten. Davon waren 42 Singlehaushalte, 42 Paare ohne Kinder und 54 Paare mit Kindern, sowie 6 Alleinerziehende und keine Wohngemeinschaften. In 33 Haushalten lebten ausschließlich Senioren und in 90 Haushaltungen leben keine Senioren.

### Einwohnerentwicklung
- 1585: 060 Haushaltungen[3]
- 1747: 121 Haushaltungen[3]

| Grandenborn: Einwohnerzahlen von 1834 bis 2022 | Grandenborn: Einwohnerzahlen von 1834 bis 2022 | Grandenborn: Einwohnerzahlen von 1834 bis 2022 | Grandenborn: Einwohnerzahlen von 1834 bis 2022 | Grandenborn: Einwohnerzahlen von 1834 bis 2022 |
| --- | ---------------------------------------------- | ---------------------------------------------- | ---------------------------------------------- | ---------------------------------------------- |
| Jahr |                                                |                                                |                                                | Einwohner                                      |
| 1834 | 1834                                           |                                                | 512                                            | 512                                            |
| 1840 | 1840                                           |                                                | 557                                            | 557                                            |
| 1846 | 1846                                           |                                                | 546                                            | 546                                            |
| 1852 | 1852                                           |                                                | 576                                            | 576                                            |
| 1858 | 1858                                           |                                                | 585                                            | 585                                            |
| 1864 | 1864                                           |                                                | 612                                            | 612                                            |
| 1871 | 1871                                           |                                                | 551                                            | 551                                            |
| 1875 | 1875                                           |                                                | 551                                            | 551                                            |
| 1885 | 1885                                           |                                                | 516                                            | 516                                            |
| 1895 | 1895                                           |                                                | 559                                            | 559                                            |
| 1905 | 1905                                           |                                                | 553                                            | 553                                            |
| 1910 | 1910                                           |                                                | 576                                            | 576                                            |
| 1925 | 1925                                           |                                                | 561                                            | 561                                            |
| 1939 | 1939                                           |                                                | 507                                            | 507                                            |
| 1946 | 1946                                           |                                                | 652                                            | 652                                            |
| 1950 | 1950                                           |                                                | 617                                            | 617                                            |
| 1956 | 1956                                           |                                                | 518                                            | 518                                            |
| 1961 | 1961                                           |                                                | 481                                            | 481                                            |
| 1967 | 1967                                           |                                                | 484                                            | 484                                            |
| 1970 | 1970                                           |                                                | 502                                            | 502                                            |
| 1980 | 1980                                           |                                                | ?                                              | ?                                              |
| 1987 | 1987                                           |                                                | 471                                            | 471                                            |
| 2000 | 2000                                           |                                                | ?                                              | ?                                              |
| 2011 | 2011                                           |                                                | 354                                            | 354                                            |
| 2022 | 2022                                           |                                                | 318                                            | 318                                            |
| Datenquelle: Historisches Gemeindeverzeichnis für Hessen: Die Bevölkerung der Gemeinden 1834 bis 1967. Wiesbaden: Hessisches Statistisches Landesamt, 1968. Weitere Quellen: LAGIS; Zensus 2011 |                                                |                                                |                                                |                                                |

### Historische Religionszugehörigkeit
| • 1885: | 518 evangelische (= 100 %) Einwohner                              |
| • 1961: | 459 evangelische (= 95,43 %), 16 katholische (= 3,33 %) Einwohner |

## Religion
Die Evangelische Kirchengemeinde Grandenborn gehört mit den benachbarten Gemeinden Altefeld, Netra und Renda zum Kirchspiel Netra im Kirchenkreis Eschwege der Evangelischen Kirche von Kurhessen-Waldeck.
Kirchengebäude
Der fensterloser Westturm stammt aus dem 12. Jahrhundert. Das Kirchenschiff in klassizistischer Form nach A.J. Spangenberg wurde m Jahr 1840 errichtet. Eine Renovierung erfolgte in den Jahren 1982–84.
Bekenntniswechsel
Der erster evangelischer Pfarrer war Christoph Bretthauer in den Jahren 1569–1587.
Pfarrzugehörigkeit
- Das Kirchenpatronat stand bis ins 16. Jahrhundert halb denen von Boyneburg und halb Kloster Hersfeld zu; 1585 nehmen die Boyneburger das Patronatsrechte allein wahr. 1744 ist das Recht zwischen den Landgrafen und denen von Boyneburg Laudenbach zu Wichmannshausen geteilt.
- Im 17. Jahrhundert war Grandenborn zeitweise Filalort von Breitau.
- 1810 zeitweise ein Filialort von Röhrda
- seit 1820 Filialort von Renda
- seit 1994 Filialgemeinde im Kirchspiel Renda

## Politik
Für Grandenborn besteht ein Ortsbezirk (Gebiete der ehemaligen Gemeinde Grandenborn) mit Ortsbeirat und Ortsvorsteher nach der Hessischen Gemeindeordnung.
Der Ortsbeirat besteht aus fünf Mitgliedern. Bei den Kommunalwahlen in Hessen 2021 betrug die Wahlbeteiligung zum Ortsbeirat 74,32 %. Alle Kandidaten gehörten der „Wählergemeinschaft Grandenborn“ an. Der Ortsbeirat wählte Jens Hollstein zum Ortsvorsteher.

## Sehenswürdigkeiten und Kultur

### Kirche

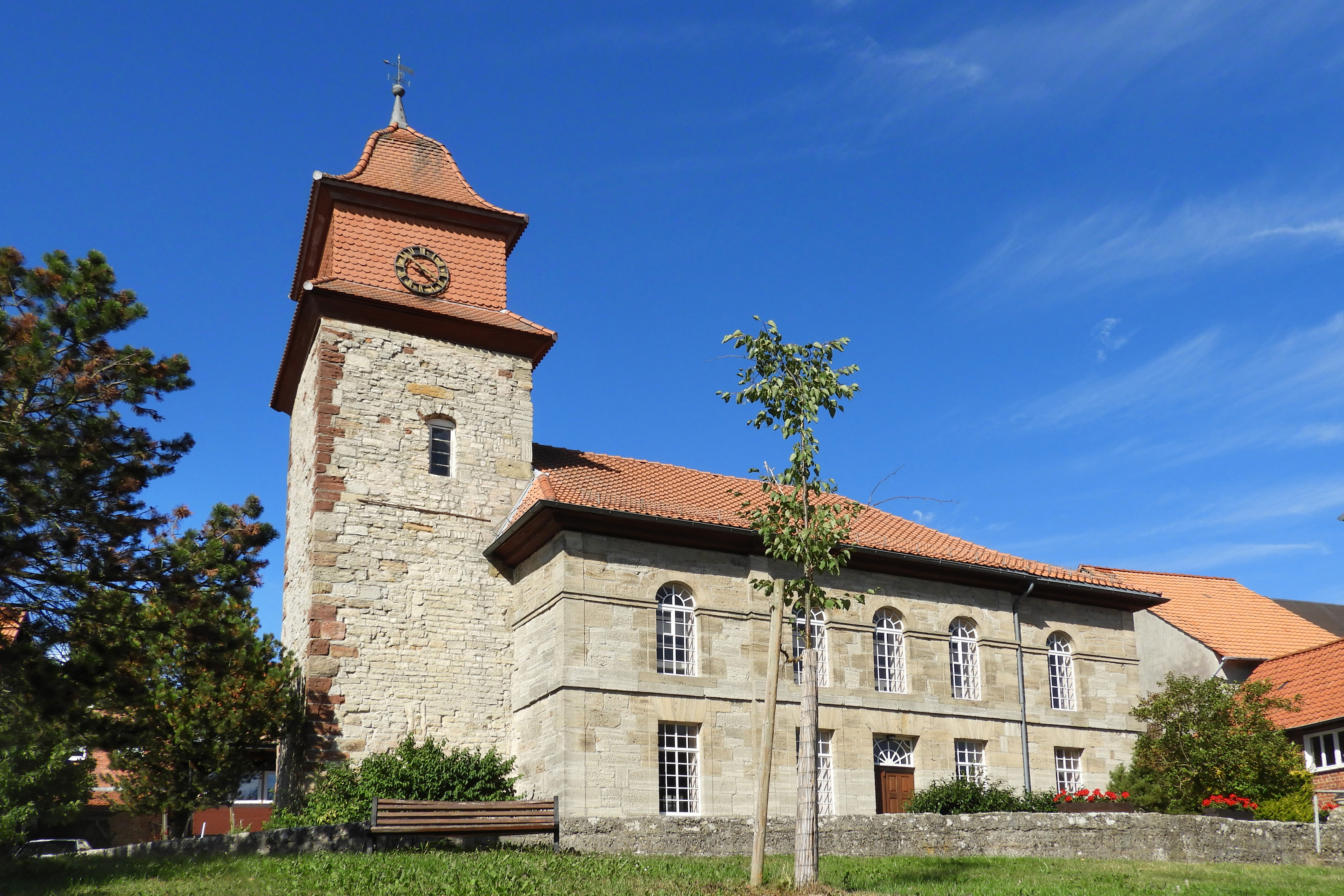
Die evangelische Kirche.

Der älteste Teil der evangelischen Kirche Grandenborns ist der romanische Wehrturm aus dem 12. Jahrhundert, dessen Ecken durch ein starkes Quadermauerwerk versteift werden. Der hochaufragende Turm hatte ursprünglich im oberen Drittel an allen vier Seiten zweiteilige Schallarkaden, die die Aufgabe hatten, den Glockenklang ungehindert in alle Richtungen ins Freie gelangen zu lassen. Im Jahr 1798 wurde der Turm mit einer aufgesetzten Haube geschlossen, die die heutige Erscheinungsform bestimmt.
Das angesetzte Schiff wurde 1840 im klassizistischem Stil nach den Entwürfen des Landbaumeisters Anton Jacob Spangenberg erbaut. Es hat eine ähnliche Form wie die Kirche in Netra, die ebenfalls nach den Plänen Spangenbergs entstand. Der Innenraum besitzt die klare Konzeption eines protestantischen Predigtraumes des 19. Jahrhunderts. In ihm steigen die Sitzreihen stufenweise an, um den Blick auf die Kanzel in der Mittelachse des Schiffes zu ermöglichen. Die Ausstattung stammt aus der Erbauungszeit wie auch die im Jahr 1840 von dem Orgelbauer Dittus aus Großburschla geschaffene Orgel.
Die Kirche ist aus künstlerischen, geschichtlichen und städtebaulichen Gründen ein geschütztes Kulturdenkmal.

### Trojanisches Pferd
Das oberhalb von Grandenborn stehende „Pferd“ ist zu einer Art Erkennungszeichen des Ortes und der Ringgauer Landschaft geworden. Ursprünglich wurde es als ein Hochbehälter errichtet, der das Weidevieh mit Wasser versorgen sollte. Im Rahmen des Grünen Plans, der Maßnahmen zur Verbesserung der Agrarstruktur subventionierte, wurde in den 1960er Jahren die Konzentration auf die Milchwirtschaft gefördert. Um das benötigte Wasser zu den Tieren auf den Weiden zu transportieren, entstand in der Grandenbörner Flur ein Wasserleitungsnetz, durch das Wasser zu dem Speicher auf der Anhöhe „Auf den Büchen“ auf eine Höhe von 452 m gepumpt wurde. Gegen Ende der 1980er Jahre veränderte sich die landwirtschaftliche Nutzung und die Wasserversorgung wurde nicht mehr benötigt. Das „Pferd“ aber blieb und erhielt im Jahr 2012 seine markanten Aufbauten.

## Freizeit und Tourismus

### Mohnblüte

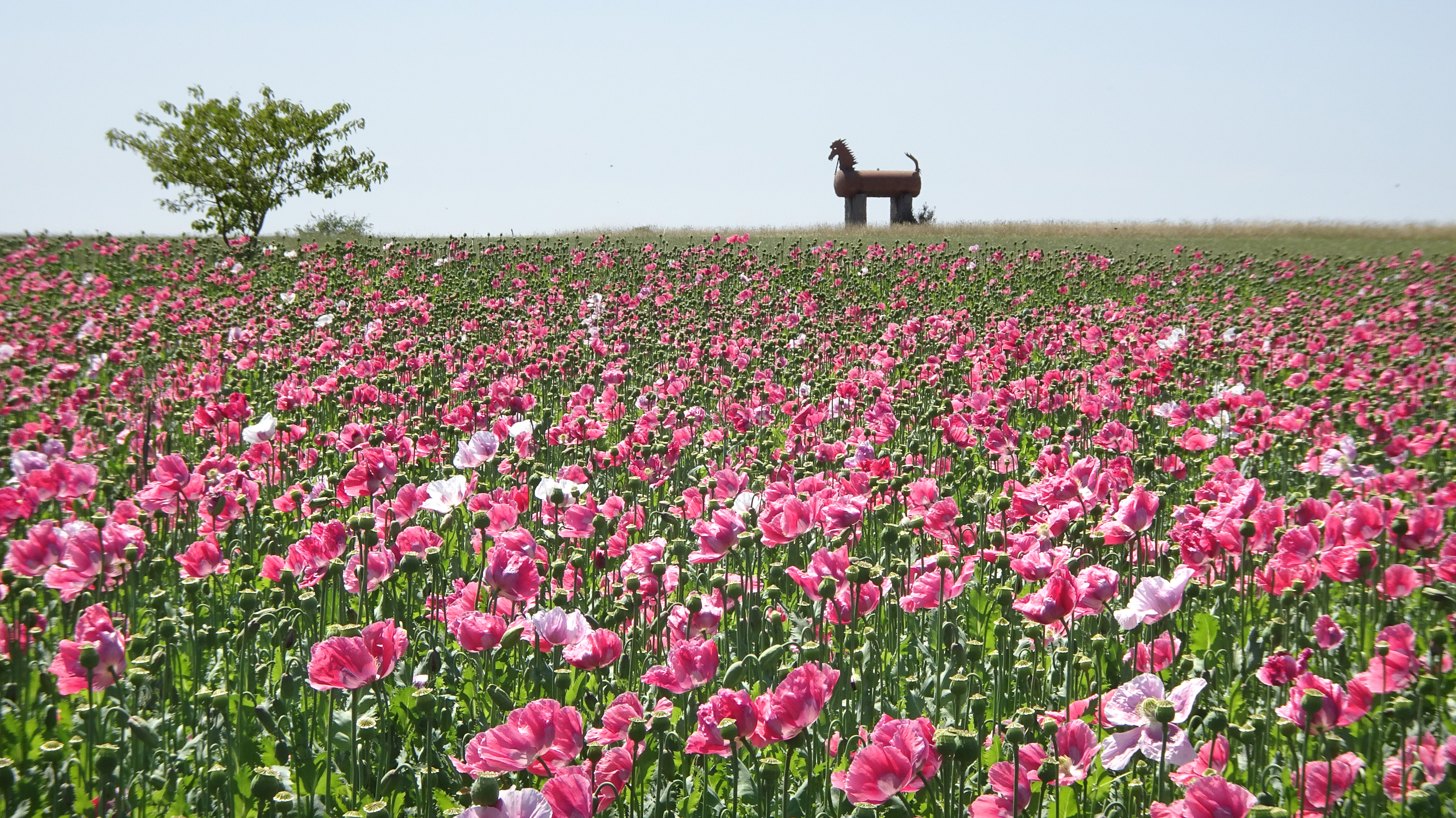
Mohnblüte und „Trojanisches Pferd“.

Im Jahr 2017 begann der Mohnanbau in Grandenborn. Die steinigen und flachgründigen Böden auf dem Muschelkalkplateau des Ringgaus hatten sich für das Wachstum des Mohns als geeignet erwiesen. Wie auch in dem knapp 25 Kilometer entfernten „Mohndorf“ Germerode am Hohen Meißner werden nur morphinarme Schlafmohnsorten ausgesät. Die rund fünf Hektar umfassenden Felder sind frei zugänglich und dürfen auf den ausgewiesenen, strohunterlegten Pfaden besucht werden. Die Strecken der Mohnwanderwege ändern sich jedes Jahr, da der Mohn einen stetigen Felderwechsel erfordert. In der Blütezeit haben die Verantwortlichen für die stetig wachsende Zahl der Besucher mit viel Mühe und Engagement ein Programm zusammengestellt, das Führungen, Planwagenfahrten und verschiedene Veranstaltungen bietet.
Eine Webseite des Geo-Naturparks Frau-Holle-Land informiert über den Stand der Mohnblüte und zeigt die aktuellen Fotos.

### Premiumwanderweg
Durch den Ort und über die Ringgauhochfläche verläuft der von dem Deutschen Wanderinstitut als Premium-Wanderweg zertifizierte Rundweg P 13. Der in Zusammenarbeit mit dem Geo-Naturpark Frau-Holle-Land und dem örtlichen Wanderverein in 2012 hergerichtete und markierte Weg hat eine Länge von 17 km, mit einigen An- und Abstiegen zwischen 338 m und 513 m und wird als mittelschwere Tour eingestuft. Der Rundweg wird geprägt von einem Wechsel von Feld-, Wald- und Wiesenlandschaften und durchquert das Naturschutzgebiet und Natura 2000-Gebiet „Boyneburg und Schickeberg bei Breitau“.

### Schönster hr4-Wanderort 2012
Im Jahr 2012 hatte der Radiosender hr4 des Hessischen Rundfunks zu Wandertagen eingeladen. Aus den Bewerbungen vieler Gemeinden suchte der Sender Grandenborn und drei weitere Orte aus. Ziel war es, an einem September-Wochenende so viele Wanderer wie möglich auf eine Rundstrecke zu bringen. Mit mehr als eintausendfünfhundert Wanderern sicherte sich Grandenborn den Titel „Schönster hr4-Wanderort 2012“ und gewann 5.000 Euro.